# Повідз (Великопольське воєводство)
Повідз (пол. Powidz, нім. Kurheim) — село в Польщі, у гміні Повідз Слупецького повіту Великопольського воєводства.
Населення — 1342 особи (2011).
У 1975-1998 роках село належало до Конінського воєводства.

## Демографія
Демографічна структура станом на 31 березня 2011 року:
|          | Загалом | Допрацездатний вік | Працездатний вік | Постпрацездатний вік |
| -------- | ------- | ------------------ | ---------------- | -------------------- |
| Чоловіки | 686     | 127                | 482              | 77                   |
| Жінки    | 656     | 110                | 362              | 184                  |
| Разом    | 1342    | 237                | 844              | 261                  |